# بنوشي (غافروبارمون)
بنوشي (بالفارسية: بنوشی) هي قرية تقع في إيران في قسم غافروبارمون الريفي. يقدر عدد سكانها بـ 0 نسمة بحسب إحصاء 2016.